# Warsaw Financial Center
Le Warsaw Financial Center (WFC) compte parmi les immeubles de bureaux les plus prestigieux de Varsovie. Il se trouve au carrefour des rues Emilii Plater (pl) et Świętokrzyska, en plein centre-ville. Achevé en 1998, il a été le premier immeuble de bureaux moderne de la capitale. 
Le Warsaw Financial Center a été conçu par les sociétés américaines A. Epstein & Sons International et Kohn Pedersen Fox Associates, en collaboration avec les architectes polonais. L’inspiration de ce projet était, entre autres, l’immeuble à 333 Wacker Drive de Chicago. 
Le Warsaw Financial
Center dispose au total de 50 000 m² de surface de location de la classe A+ et de 350 places de stationnement pour les voitures et les deux roues. Chacun des 32 étages du bâtiment équivaut à 1900 m² de surface d’une hauteur de 2,75 m, entièrement adaptée aux besoins des personnes handicapées. 16 ascenseurs facilitent la communication entre les étages. Dans ce gratte-ciel de 144 mètres, 70 sociétés ont décidé d’installer leur siège. Des solutions techniques haut de gamme, telles qu’une installation de traitement d’eau indépendante, un groupe électrogène, des réservoirs souterrains d'une capacité d'environ 600 000 litres rendent ce bâtiment entièrement autonome en matière de approvisionnement d'électricité, de chaleur et d'eau.
Depuis la fin de 2012, le Warsaw Financial Center est devenu la propriété du consortium Allianz Real Estate et Curzon Capital Partners III, un fonds d'investissement géré par Tristan Capital Partners.